# Гранти Президента України докторам наук для здійснення наукових досліджень
Гранти Президента України докторам наук для здійснення наукових досліджень — щорічна фінансова підтримка державою наукових досліджень докторів наук в Україні. Максимальний розмір кожного гранту не може перевищувати 150 тисяч гривень.

## Історія
Гранти встановлено в кількості 20 з 1 січня 2010 року згідно з Указом Президента України «Про Положення про щорічні гранти Президента України докторам наук для здійснення наукових досліджень» від 17 червня 2009 р. № 446/2009 на виконання Указу Президента України «Про додаткові заходи щодо забезпечення розвитку наукової сфери» від 16 травня 2008 р. № 444/2008:
|  | Заснувати з 2009 року 20 щорічних грантів Президента України для докторів наук (до 45 років) для здійснення наукових досліджень у розмірі 150 тисяч гривень кожен |

## Призначення
Гранти можуть бути призначені докторам наук віком (на момент подання заявки) до 45 років, але докторам наук віком до 35 років не можуть бути призначені протягом одного року два гранти:
- Грант Президента України докторам наук для здійснення наукових досліджень;
- Грант Президента України для підтримки наукових досліджень молодих учених.

Для участі в конкурсі наукових проєктів на отримання гранту претенденти подають до 20 вересня до Міністерства освіти і науки України заявку, до якої додається опис наукового проєкту, який включає:
- план наукового дослідження із зазначенням мети, способу здійснення наукового дослідження;
- очікувані наукові результати та прогноз їх використання;

а також інформаційну довідку про головних виконавців наукового проєкту, проєкт кошторису витрат на реалізацію проєкту та гарантійний лист підприємства (установи, організації), яке зобов'язується забезпечити виконання наукового дослідження, передбаченого науковим проєктом.
Розгляд заявок здійснюється Державним фондом фундаментальних досліджень Міністерства освіти і науки України. Міністерство ж подає пропозиції щодо надання грантів на розгляд Кабінетові Міністрів України. Саме призначення грантів здійснює Президент України за поданням Кабміну.

## Одержувачі
Гранти  призначено було призначено 20-ти особам

## Фінансування
Фінансування витрат, пов'язаних з виплатою грантів, здійснюється за рахунок Державного бюджету.
Після призначення гранту між Міністерством освіти і науки України, одержувачем гранту та підприємством (установою, організацією), яке зобов'язалося забезпечити виконання наукового дослідження, передбаченого науковим проєктом, укладається договір. Надані одержувачу гранту кошти перераховуються поетапно частинами, визначеними в договорі, на рахунок підприємства (установи, організації), яке забезпечує виконання наукового дослідження.